# قصر العشاق (مسلسل)
قصر العشاق مسلسل مصري اجتماعي تم تصويره في مصر، كان أول عرض له في 17 مايو 2017.

## طاقم العمل

### أبطال المسلسل
| - فاروق الفيشاوي: يوسف المصري - سهير رمزي: فاطمة النبوي - بوسي: سوزان فريد/أنوار - عزت العلايلي: جابر عطوان - رانيا فريد شوقي: مريم الصواف - كمال أبو رية: مراد الألفي /طاهر باشا - أحمد وفيق: د. حسن - ميسون أبو أسعد: سلمى شريف - هدى الإدريسي: د. عواطف - ريم هلال:انجي السماك | - محمد صلاح آدم: مازن - فاطمة الكاشف: همت الممرضة - منى حسين: توحة الممرضة - كلوديا حنا: أميرة الألفي - أشرف طلبة: الشيخ سالم - حسن العدل: هشكل - حسناء سيف الدين:رباب زوجة شريف - بهجت عدلي: شوقي - مصطفى درويش: عاطف المنسي المخرج - عبير محمود:شوقية الراقصة | - دعاء ناجي - روزانا عمر - محمد زين - عيد أبو الحمد:فتحي الطباخ - إيمان إمام - أحمد كمال أبو رية: مراد (شاباً) - مروان عرفان: جابر (شاباً)/فاروق - مارتينا عادل: سوزان فريد (شابة) - ريهام ماهر: هناء - محمد الأطوني: رامي | - نادر سليم - جنا العمري: راضية - سناء شافع: شريف الخولي - نبيل نور الدين: وفيق حجاج - مفيد عاشور: مسعد - إحسان الترك: الوزير - جو فهمي: طبيب مستشفى - ناجي البحيري - ناني سعد الدين: بدرية الخادمة - صابر إمبابي |

### الإداريون
| - شركة أم جي آر: منتج - ممدوح شاهين: منتج - أشرف صادق: منتج فني - كريم ضياء: منفذ إنتاج - رمضان السمان: مدير إدارة الإنتاج - أحمد حلمي: مدير إدارة الإنتاج - أحمد صقر: مخرج - محمود الشال: مخرج منفذ - وائل الجمل:مخرج منفذ - منى شمس: مساعد مخرج - هبة نبيل: مساعد مخرج | - كريم عادل: ساعد في الإخراج - سناء شنوده: ساعد في الإخراج - محمد فؤاد: مونتير - سامح خليل: مونتير - إيهاب السمين: مونتاج التيتر والجرافيك - حماده صادق: مونتاج التيتر والجرافيك - أحمد عبد الرحمن: مونتير مساعد - نورا كشك: ديكور - ماريو محارب: فوكس بولر - أحمد سامي: فوكس بولر - تامر الحسيني: فوكس بولر | - أحمد جعيصة: فوكس بولر - محمد عصام شيتوس: مدير التصوير - هاني علي: تصوير الوان - محمد حمدي: ماكير - مصطفى أحمد حمدي: ماكير - راجح داوود: الحان التتر - كريم مبروك: محاسب - نهلة أبو زهرة: العلاقات العامة - السيد عوض: المدير المالي - سامح خليفة: منسق مناظر | - شيكا: فيديو - زيزو: مشرف - عمر الفيشاوي: مونتير - ديفا للإنتاج الفني: كاميرات - أحمد مسعد شاشة: مدير الموقع - أحمد مجدي هلال: منفذ انتاج - كريم ضياء: منفذ انتاج - محمد الحناوي: مؤلف - راحح داوود: الألحان والموسيقى التصويرية - مجدي خلف: كوافير |